# 33 Wojskowy Oddział Gospodarczy
33 Nowodębski Wojskowy Oddział Gospodarczy im. Hetmana Wielkiego Koronnego Jana Amora Tarnowskiego (33 WOG) – jednostka logistyczna Sił Zbrojnych Rzeczypospolitej Polskiej. Realizuje zadania zabezpieczenia finansowego i logistycznego jednostek i instytucji wojskowych na swoim terenie odpowiedzialności.

## Formowanie i zmiany organizacyjne
Na podstawie decyzji Ministra Obrony Narodowej nr Z-105/Org./P1 z 9 grudnia 2010 oraz rozkazu wykonawczego szefa Inspektoratu Wsparcia SZ nr PF-19/Org. z 9 marca 2011 rozpoczęto formowanie Oddziału. Z dniem 1 stycznia 2012 jednostka rozpoczęła statutową działalność .

21 czerwca 2011 jednostka budżetowa „3 WOG w Nowej Dębie” połączona została z jednostkami budżetowymi : 
- 3 batalionem radiotechnicznym w Sandomierzu;
- Centrum Szkolenia na Potrzeby Sił Pokojowych w Kielcach;
- Ośrodkiem Szkolenia Poligonowego Wojsk Lądowych Dęba w Nowej Dębie
- Wojewódzkim Sztabem Wojskowym w Kielcach.

## Symbole oddziału
Odznaka pamiątkowa
Odznakę  pamiątkową stanowi okrągła srebrzysta tarcza o średnicy 40 mm. W tarczę wpisany został: w górnej części półwieniec koła zębatego, a w dolnej  półwieniec z liści laurowych przeplatany wstążką. W środku odznaki widnieją skrzyżowane miecz i kłos. W środkowej części, w górnym polu wpisano liczbę „33”, a w pozostałych trzech polach duże litery „WOG”. W centrum odznaki umieszczony jest herb miasta i gminy Nowa Dęba .
Oznaki rozpoznawcze 

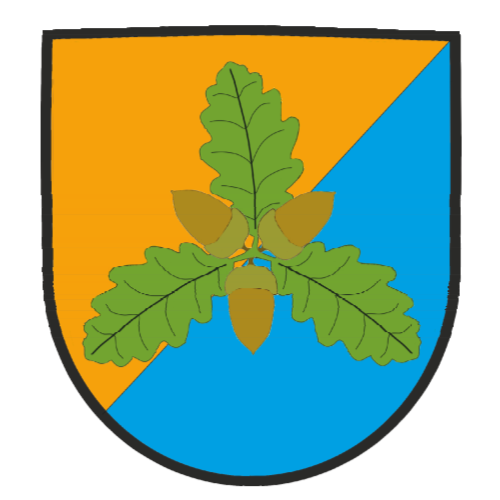
Oznaka rozpoznawcza

## Żołnierze WOG
| Komendanci WOG              | Komendanci WOG         |
| Stopień, imię i nazwisko    | Okres pełnienia służby |
| --------------------------- | ---------------------- |
| ppłk Dymitr Jakoniuk        | 1 IV 2011 – 31 I 2012  |
| ppłk Marek Rzymski          | 29 II 2012 – ?         |
| ppłk Dariusz Kozub          | ? – 2017               |
| płk mgr inż. Piotr Stępniak | 2 X 2017 – obecnie     |